# Vincent Segouin
Pour les articles homonymes, voir Segouin.
Vincent Segouin, né le 1er juillet 1972 au Mans, est un homme politique français. Il est sénateur de l'Orne après son élection en 2018, jusqu'en septembre 2023, après sa défaite devant Olivier Bitz.

## Biographie

### Carrière professionnelle
Vincent Segouin est agent général d'assurances.

### Carrière politique
Vincent Segouin commence sa carrière politique en se présentant à la mairie de Bellême. Il est élu maire lors des municipales de 2008 et est réélu en 2014. Il quitte son mandat de maire et le conseil municipal de Bellême à la suite de son élection comme sénateur de l'Orne le 1er juillet 2018.
Il est le suppléant de la députée Véronique Louwagie de 2012 à 2018.
En mars 2015, il est élu conseiller départemental du canton de Ceton en tandem avec Anick Bruneau,,,,. Ils ont pour suppléants Gilles de Courson et Sylvie Mabire,.
En 2016, il est élu président de la communauté de communes du Pays Bellêmois,,.
À la suite de l'annulation de l'élection de Sébastien Leroux par le Conseil constitutionnel, une élection sénatoriale partielle doit être organisée. Le 1er juillet 2018, il est élu sénateur de l'Orne.
Il est membre du syndicat du bassin de la Sarthe.
Il soutient François Fillon à la présidentielle de 2017.
En septembre 2023, lors des élections sénatoriales, Olivier Bitz, membre du parti politique Horizons, bat Vincent Segouin,.